# 萨韦斯堡
萨韦斯堡（法語：Labastide-Savès，法語發音：[labastid savɛs]）是法国热尔省的一个市镇，属于欧什区。

## 地理
萨韦斯堡（43°31'11"N, 0°58'51"E）面积3.62 平方千米，位于法国奧克西塔尼大區热尔省，该省份为法国西南部内陆省份，北起顺时针与洛特-加龙省、塔恩-加龙省、上加龙省、上比利牛斯省、大西洋比利牛斯省和朗德省接壤。
与萨韦斯堡接壤的市镇（或旧市镇、城区）包括：卡佐萨韦斯、努瓦扬、蓬皮亚克、萨马唐。

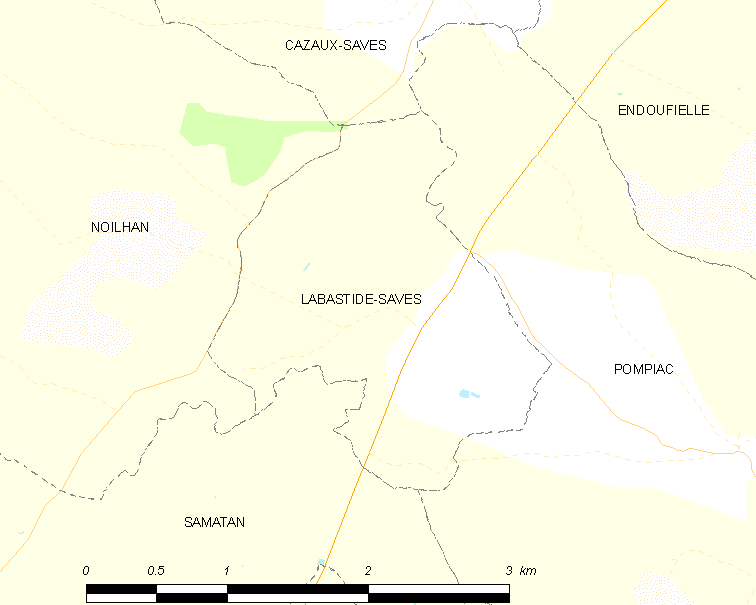
萨韦斯堡的OSM定位图

萨韦斯堡的时区为UTC+01:00、UTC+02:00（夏令时）。

## 行政
萨韦斯堡的邮政编码为32130，INSEE市镇编码为32171。

## 政治
萨韦斯堡所属的省级选区为萨沃河谷县。

## 人口

1962-2008年间萨韦斯堡人口变化图示

萨韦斯堡于2022年1月1日时的人口数量为187人。